# The Son of His Father (film 1915)
The Son of His Father è un cortometraggio muto del 1915. Il nome del regista non viene riportato nei credit del film.

## Trama
Al college, due giovani diventano amici dopo aver superato una serie di problemi e di incomprensioni dovuti alla loro appartenenza a due diverse classi sociali.

## Produzione
Il film fu prodotto dall'Independent Moving Pictures Co. of America (IMP).

## Distribuzione
Distribuito dall'Universal Film Manufacturing Company, il film - un cortometraggio in una bobina - uscì nelle sale cinematografiche statunitensi il 15 febbraio 1915.